# IC 2188
IC 2188 је спирална галаксија у сазвјежђу Близанци која се налази на листи објеката дубоког неба у Индекс каталогу.
Деклинација објекта је + 21° 30' 49" а ректасцензија 7h 22m 43,1s. Привидна величина (магнитуда) објекта IC 2188 износи 14,3 а фотографска магнитуда 15,1. IC 2188 је још познат и под ознакама IC 2186, MCG 4-18-11, CGCG 117-26, NPM1G +21.0156, PGC 20858.